# Salinas Pueblo Missions nationalmonument

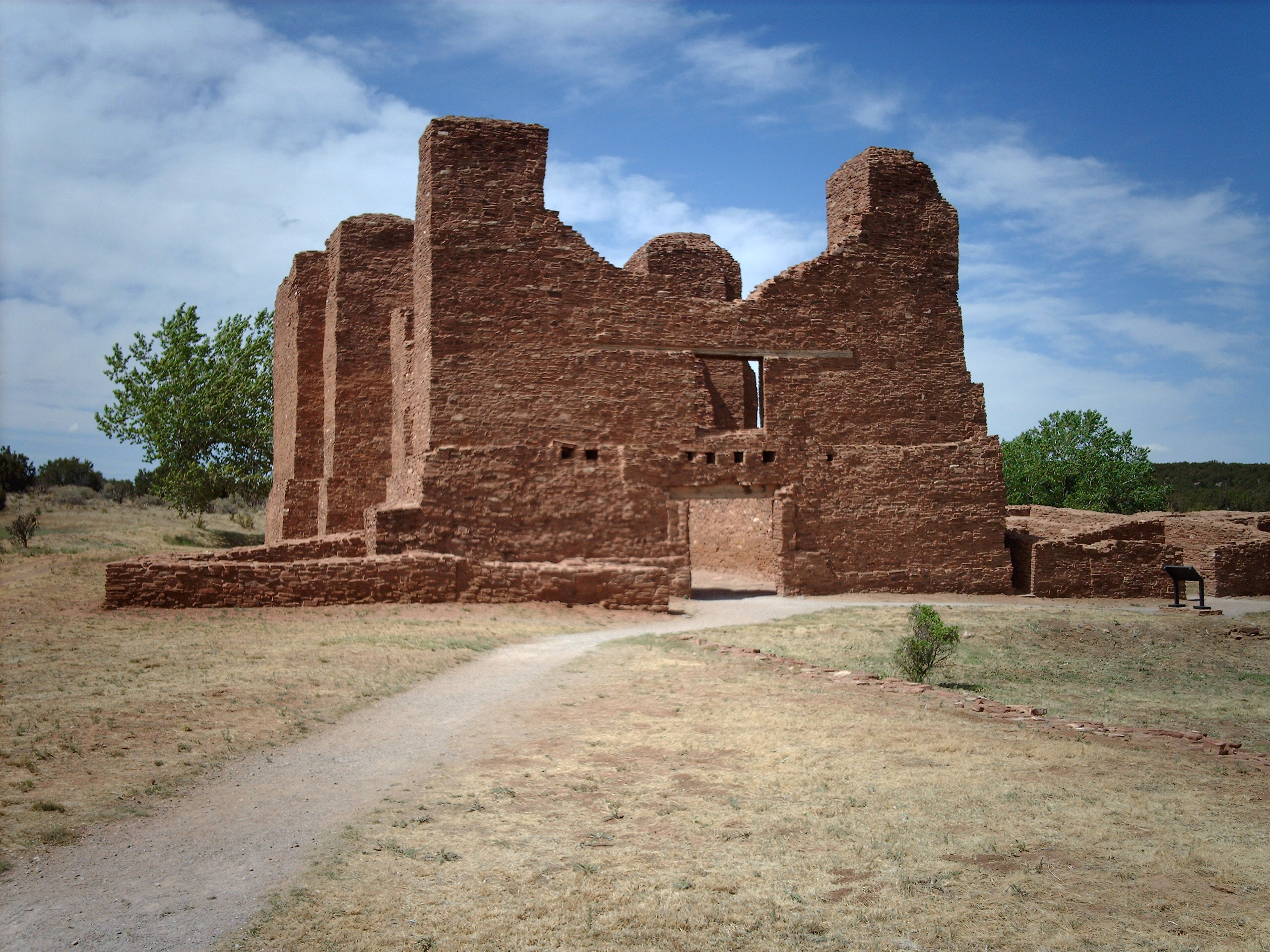
Salinas Pueblo Missions nationalmonument

Salinas Pueblo Missions nationalmonument ligger i delstaten New Mexico i USA. Här finns ruinerna från en missionärsstation grundad av spanska franciscanbröder på 1600-talet. Missionärsstationen övergavs 1677 då området avbefolkats både på spanjorer och lokalbefolkning.